# Permeabilitat
En electromagnetisme, la permeabilitat magnètica és el grau de magnetització d'un material en resposta a un camp magnètic, és a dir, la permeabilitat és la capacitat que té una substància par atreure o deixar passar les línies de força o el camp magnètic. La permeabilitat es representa per mitjà de la lletra grega μ. El terme permeabilitat magnètica fou encunyat per Oliver Heaviside el setembre de 1885.
En el SI d'unitats es mesura en henrys per metre, o en Newtons per Ampere quadrat. El valor de la constant {\displaystyle \mu _{0}} és conegut com a constant magnètica o permeabilitat del buit, i el seu valor és {\displaystyle \mu _{0}} = 4π×10−7 N/A².

## Explicació
Amb la formulació macroscòpica de l'electromagnetisme, apareixen dos tipus diferents de camp magnètic:
- el camp magnetitzant H que es genera al voltant de corrents elèctrics i corrents de desplaçament, i també emana dels pols dels imants. Les unitats SI de H són amperes/metre.
- la densitat de flux magnètic B que actua de nou sobre el domini elèctric, per corbant el moviment de les càrregues i provocant la inducció electromagnètica. Les unitats SI de B són volt-segon/metre quadrat (tesla).

El concepte de permeabilitat sorgeix, ja que en molts materials (i en el buit), existeix una relació simple entre H i B en qualsevol lloc o temps, en el sentit que els dos camps són precisament proporcionals entre si:
{\displaystyle \mathbf {B} =\mu \mathbf {H} },
on el factor de proporcionalitat μ és la permeabilitat, que depèn del material. La permeabilitat del buit (també coneguda com a permeabilitat de l'espai lliure) és una constant física, denotada μ 0. Les unitats SI de μ són volt-segon/ampere-metre, equivalentment henry/metre. Normalment μ seria un escalar, però per a un material anisòtrop, μ podria ser un tensor de segon rang.
No obstant això, en els materials magnètics forts (com el ferro o els imants permanents), no sol haver-hi una relació senzilla entre H i B. El concepte de permeabilitat manca llavors de sentit o, almenys, només és aplicable a casos especials com els nuclis magnètics no saturats. Aquests materials no sols tenen un comportament magnètic no lineal, sinó que sovint existeix una histèresi magnètica significativa, per la qual cosa ni tan sols existeix una relació funcional d'un sol valor entre B i H. No obstant això, considerant que es parteix d'un valor donat de B i H i es canvien lleugerament els camps, encara és possible definir una permeabilitat incremental com:
{\displaystyle \Delta \mathbf {B} =\mu \Delta \mathbf {H} }.
suposant que B i H són paral·leles.
Amb la formulació microscòpica de l'electromagnetisme, on no existeix el concepte de camp H, la permeabilitat al buit μ0 apareix directament (en les equacions de Maxwell del SI) com un factor que relaciona els corrents elèctrics totals i els camps elèctrics variables en el temps amb el camp B que generen. Per a representar la resposta magnètica d'un material lineal amb permeabilitat μ, apareix, en canvi, com una magnetització M que sorgeix en resposta al camp B: {\displaystyle \mathbf {M} =\left(\mu _{0}^{-1}-\mu ^{-1}\right)\mathbf {B} }. La magnetització al seu torn és una contribució al corrent elèctric total, la corrent de magnetització.

## Permeabilitat magnètica del buit
La permeabilitat del buit, coneguda també com a constant magnètica, es representa mitjançant el símbol μ0 i en unitats del SI es defineix com:
{\textstyle \mu _{0}=4\pi \times 10^{-7}~\mathrm {T\cdot m\cdot A^{-1}} }.
La permitivitat elèctrica (que apareix en la llei de Coulomb) i la constant magnètica del buit estan relacionades per la fórmula:
{\displaystyle \varepsilon _{0}\mu _{0}={\frac {1}{{c_{0}}^{2}}}}
on {\displaystyle c_{0}} representa la velocitat de propagació de les ones electromagnètiques en el buit, comunament denominada velocitat de la llum en l'espai buit.

## Permeabilitat relativa
La permeabilitat relativa, per a la qual de vegades s'utilitza la notació μr, és la relació entre la permeabilitat d'un medi específic respecte de la permeabilitat del buit μ0:
{\displaystyle \mu _{r}={\frac {\mu }{\mu _{0}}}}
L'expressió de la susceptibilitat magnètica en funció de la permeabilitat relativa és:
{\displaystyle \chi _{m}=\mu _{r}-1\,}
χm, és un valor adimensional, de vegades anomenat susceptibilitat volumètrica per diferenciar-la de χp (susceptibilitat específica) i de χM (susceptibilitat molar).
Els materials es poden classificar segons la seva permeabilitat magnètica relativa en:
- ferromagnètics, el valor de permeabilitat del qual magnètica relativa és molt superior a 1.
- paramagnètics o no magnètics, la permeabilitat relativa dels quals és aproximadament 1 (es comporten com el buit).
- diamagnètics, de permeabilitat magnètica relativa inferior a 1.

Els materials ferromagnètics atreuen el camp magnètic cap al seu interior. Són altament permeables, és a dir, poden ser induïts magnèticament sense fer molta feina magnètica sobre ells, utilitzant, per exemple, electroimants. Quan deixen de ser induïts per un camp magnètic extern de gran intensitat, es converteixen en fonts de camp magnètic. Això és degut a l'alineació dels dominis magnètics en la mateixa direcció per un temps prolongat. És per aquesta raó que s'utilitzen materials ferromagnètics per a crear imants permanents, continuen sent induïts magnèticament davant l'absència d'un camp magnètic extern. A la propietat que els dominis magnètics puguin ser alterats amb facilitat rep el nom de ferromagnetisme. D'aquí que aquests materials siguin no lineals: davant l'absència d'un H incident continua existint un B romanent dins d'ells. I poden ser inhomogéneos per un μ que variï punt a punt: no necessàriament totes les zones del material són suceptibles a magnetizarse en la mateixa proporció. Exemples d'aquests materials són tots aquells el comportament magnètic dels quals s'assembli al del ferro, com el cobalt i el níquel
Els materials paramagnètics són la majoria dels quals trobem en la naturalesa. No presenten ferromagnetisme, i la seva reacció enfront dels camps magnètics és molt poc apreciable.
Els materials diamagnètics repel·leixen el camp magnètic, fent que aquesta passada per l'exterior del material. En general, aquesta acció diamagnética és molt feble, i no és comparable a aquest efecte que produeix el camp magnètic sobre els materials ferromagnètics. Un exemple de material diamagnético és el coure.
Un altre efecte dels camps magnètics sobre els materials és l'antiferromagnetisme, que resulta en una polarització nul·la del material, però produeix una ordenació interna d'aquest.
| Permeabilitat i susceptibilitat magnètica | Permeabilitat i susceptibilitat magnètica              | Permeabilitat i susceptibilitat magnètica |           |
| Medi                                      | Susceptibilitat                                        | Permeabilitat x10-6                       |           |
| ----------------------------------------- | ------------------------------------------------------ | ----------------------------------------- | --------- |
| Mumetall                                  | 20.000                                                 | 25.000 N/A²                               | a 0,002 T |
| Permalloy                                 | 8.000                                                  | 10.000 N/A²                               | a 0,002 T |
| Transformador de Ferro amb ρ=0,01 µΩ·m    | 4.000                                                  | 5.000 N/A²                                | a 0,002 T |
| Acer                                      | 700                                                    | 875 N/A²                                  | a 0,002 T |
| Níquel                                    | 100                                                    | 125 N/A²                                  | a 0,002 T |
| Ferrita amb ρ=0,1 Ωm                      | font Arxivat 2007-12-25 a Wayback Machine., ferroxcube | 5.000 N/A²                                | < 0,1 mT  |
| Ferrita amb ρ=10 Ωm                       | font Arxivat 2007-12-25 a Wayback Machine., ferroxcube | 2.500 N/A²                                | < 0,1 mT  |
| Platí                                     | 2,65 × 10−4                                            | 1,2569701 N/A²                            |           |
| Alumini                                   | 2,22 × 10−5                                            | 1,2566650 N/A²                            |           |
| Hidrogen                                  | 8 × 10−9 or 2,2 × 10−9                                 | 1,2566371 N/A²                            |           |
| Buit                                      | 0                                                      | 1,2566371 N/A²                            |           |
| Safir                                     | −2,1 × 10−7                                            | 1,2566368 N/A²                            |           |
| Coure                                     | −6,4 × 10−6 or −9.2 × 10−6                             | 1,2566290 N/A²                            |           |
| Aigua                                     | −8,0 × 10−6                                            | 1,2566270 N/A²                            |           |

La permeabilitat varia amb el camp magnètic, els valors que s'indiquen a la taula anterior són aproximats i vàlids només per al camp magnètic indicat. A més, a la pràctica, la permeabilitat acostuma a ser funció de la freqüència, els valors anteriors corresponen a una freqüència zero.
Noteu que la permeabilitat magnètica {\displaystyle \mu _{0}} té un valor exacte al SI d'unitats, això és relacionat amb la següent fórmula: 
{\displaystyle \varepsilon _{0}\mu _{0}={\frac {1}{c^{2}}}}
(La velocitat de la llum, c, és exactament 299.792.458 metres/segon)
Les definicions i la determinació del valor de les constants físiques fonamentals al SI són donades pel CODATA (Committee on Data for Science and Technology).

## Ferromagnetisme
Alguns materials denominats ferromagnètics són força magnètics per la seva natura. Són compostos per un gran nombre de petites unitats magnètiques anomenades dominis magnètics. Aquests dominis no sempre estan alineats i sovint interaccionen entre si per reduir la força del camp magnètic.
Si els materials ferromagnètics es posen dintre del radi d'acció d'un camp magnètic extern, els dominis tendiran a alinear-se, de manera que la suma dels camps del material ferromagnètic i del camp magnètic exterior serà més gran que el camp magnètic extern tot sol.
La permeabilitat en materials lineals deu la seva existència a la següent aproximació:
{\displaystyle \mathbf {M} =\chi _{m}\mathbf {H} }
on {\displaystyle \chi _{m}\,} és un escalar adimensional anomenat susceptibilitat magnètica.
D'acord amb la definició del camp auxiliar, H
{\displaystyle \mathbf {B} =\mu _{0}(\mathbf {H} +\mathbf {M} )=\mu _{0}(1+\chi _{m})\mathbf {H} =\mu \mathbf {H} }
on
μ és la permeabilitat del material, mesurada en henrys per metre.
B és el camp magnètic (també anomenat densitat de flux magnètic o inducció magnètica) del material, mesurat en tesles
H és el camp magnètic auxiliar, mesurat en amperes per metre
M és la magnetització del material, mesurada en amperes per metre
La permitivitat i la permeabilitat del buit són relacionades amb la velocitat de la llum (c) per mitjà de la següent equació:
{\displaystyle \varepsilon _{0}\mu _{0}={\frac {1}{c^{2}}}}

## Paramagnetisme
El paramagnetisme és una forma de magnetisme que només es produeix en presència d'un camp magnètic aplicat externament. Els materials paramagnètics són atrets pels camps magnètics, per tant tenen una permeabilitat magnètica relativa superior a un (o, de manera equivalent, una susceptibilitat magnètica positiva).
El moment magnètic induït pel camp aplicat és lineal en la intensitat del camp, i és més aviat feble. Normalment requereix un balanç analític sensible per detectar l'efecte. A diferència del ferroimants, els paraimants no retenen cap magnetització en absència d'un camp magnètic aplicat externament, perquè el moviment tèrmic fa que els girs es tornin orientats aleatòriament sense ell. Així, la magnetització total baixarà a zero quan s'elimini el camp aplicat. Fins i tot en presència del camp, només hi ha una petita magnetització "induïda" perquè només una petita fracció dels girs serà orientada pel camp. Aquesta fracció és proporcional a la intensitat del camp i això explica la dependència lineal. L'atracció que experimenten els ferroimants és no lineal i molt més forta, de manera que s'observa fàcilment, per exemple, als imants de la nevera.

## Diamagnetisme
El diamagnetisme és la propietat d'un objecte que fa que creï un camp magnètic en oposició a un camp magnètic aplicat externament, provocant així un efecte repulsiu. Concretament, un camp magnètic extern altera la velocitat orbital dels electrons al voltant dels nuclis dels seus àtoms, canviant així el moment dipolar magnètic en la direcció oposada al camp extern. Els diamants són materials amb una permeabilitat magnètica inferior a μ0 (una permeabilitat relativa inferior a 1).
En conseqüència, el diamagnetisme és una forma de magnetisme que una substància només presenta en presència d'un camp magnètic aplicat externament. En general, és un efecte bastant feble en la majoria de materials, encara que els superconductors presenten un efecte fort.

## Giromagnetisme
Per a mitjans giromagnètics (vegeu rotació de Faraday) la resposta de la permeabilitat magnètica a un camp electromagnètic altern en el domini de la freqüència de microones es tracta com un tensor no diagonal expressat per:
{\displaystyle {\begin{aligned}\mathbf {B} (\omega )&={\begin{vmatrix}\mu _{1}&-i\mu _{2}&0\\i\mu _{2}&\mu _{1}&0\\0&0&\mu _{z}\end{vmatrix}}\mathbf {H} (\omega )\end{aligned}}}